# Betta mandor
Betta mandor är en fiskart som beskrevs av Tan och Ng 2006. Betta mandor ingår i släktet Betta och familjen Osphronemidae. Inga underarter finns listade.